# Nordea Nordic Light Open 2002
Nordea Nordic Light Open 2002 — жіночий тенісний турнір, що проходив на відкритих кортах з ґрунтовим покриттям в Еспоо (Фінляндія). Належав до турнірів 4-ї категорії в рамках Туру WTA 2002. Турнір відбувся вперше і тривав з 5 до 11 серпня 2002 року. Кваліфаєр Світлана Кузнецова здобула титул в одиночному розряді й отримала 22 тис. доларів США.

## Фінальна частина

### Одиночний розряд
Світлана Кузнецова —  Деніса Хладкова, 0–6, 6–3, 7–6(7–2)
- Для Кузнецової це був перший титул в одиночному розряді за кар'єру.

### Парний розряд
Світлана Кузнецова /  Аранча Санчес Вікаріо —  Ева Бес-Остаріс /  Марія Хосе Мартінес Санчес, 6–3, 6–7(5–7), 6–3